# 1978年の映画
1978年の映画（1978ねんのえいが）では、1978年（昭和53年）の映画分野の動向についてまとめる。
1977年の映画 - 1978年の映画 - 1979年の映画

## 出来事

### 世界
- 米国、『グリース』（6月公開）が配給収入8300万ドル[注 1]、『サタデー・ナイト・フィーバー』（1977年12月公開）が配給収入6300万ドル[注 2]、ジョン・トラボルタ主演作が1978年の興行成績1位2位を独占する[2][注 3]。
- 3月2日 - チャップリンの遺体が墓から盗掘されたとスイス警察発表、5月17日に〔遺体〕発見[3]。
- 4月3日 - 第50回アカデミー賞で、サンリオと米国コーティズ・フィルムの共同作品『愛のファミリー（英語版）』（ジョン・コーティ（英語版）監督）がアカデミー長編ドキュメンタリー映画賞受賞[4][5]。
- 5月29日 - 第31回カンヌ映画祭で大島渚監督が『愛の亡霊』で監督賞受賞[3][注 4]。
- 6月13日 - 川喜多かしこが伊カバリエレ勲章受章[3]。
- 7月27日 - 『女囚701号/さそり』（伊藤俊也監督）、香港で人気[6]。
- 8月 - サンダンス映画祭の前身である第1回ユタ・US映画祭が開催される。
- 8月26日 - フランス、俳優シャルル・ボワイエ、2日前に亡くなった夫人のあとを追い睡眠薬自殺[2][7]。
- 月日不詳
  - 米国、ユナイト映画を追放された経営陣が新会社オライオンを設立し、製作活動を再開[2]。

### 日本
- 『スター ウォーズ』（6月公開、ジョージ・ルーカス監督）[8]・『未知との遭遇』（2月公開、スティーヴン・スピルバーグ監督）[9]が公開され、SFブーム[2]。
- 大森一樹監督の『オレンジロード急行』（4月公開）[10]、石井聰亙（のちに石井岳龍）監督の『高校大パニック』（8月公開）[11]と8ミリ出身監督の商業映画デビューが続く[2]。
- 1月
  - 1月21日 - 東映、12年ぶりの本格的時代劇『柳生一族の陰謀』（深作欣二監督）が公開され[12]、ヒット[4][13]。
- 2月
  - 2月7日 - ブエナ・ビスタ日本支社閉鎖発表[3]。
  - 2月28日 - 大阪・梅田会館が改装のため閉館、同会館収容の映画館、梅田劇場・梅田スカラ座・梅田地下劇場・北野劇場・北野シネマも閉館[5]。
- 4月
  - 4月6日 - 第1回日本アカデミー賞が開催され、山田洋次監督の『幸福の黄色いハンカチ』が主演女優賞（岩下志麻『はなれ瞽女おりん』）を除く主要部門を独占した[14][5]。
  - 4月8日 - 東映、東映セントラルフィルムの第1回製作作品『最も危険な遊戯』（村川透監督、併映『多羅尾伴内』）公開[6][15][13]。
  - 4月29日
    - 東映、特撮大作『宇宙からのメッセージ』（深作欣二監督）公開[6]。
    - 丸の内東映パラス・新宿東映パラス、東急系新ロードショーチェーンに加盟[6]。
- 5月
  - 5月27日 - 東映洋画配給部、『流されて…』（リナ・ウェルトミューラー監督）を東宝洋画系で上映[6]。
- 6月
  - 6月1日 - 東映、8ミリ映画劇場『スターウォーズ』（収録時間:19分[16]）発売[17]。
  - 6月11日 - 東映、大作主義に対応するため「プロデューサー室」新設[3]。
  - 6月23日 - 東京地裁、日活ロマンポルノ事件の被告9人全員に無罪判決[18]。
  - 6月24日 - 『スター・ウォーズ』（ジョージ・ルーカス監督）公開、大ヒット[18]。多くのファンを獲得しシリーズ化[18]。以後、映画界にSFXブームが起こる[18]。従来の大人の入場料は1,300円、『スター・ウォーズ』から1,500円の入場料が始まる[2]。
  - 6月30日
    - 東映、米国・ユナイト社との間で、『宇宙からのメッセージ』の最低保証付歩合契約を締結[6]。11月17日、米国で公開、客足好調のため、最終的に350館で公開[6]。
    - 作家・柴田錬三郎（61歳）死去[19]。
- 7月
  - 日活、経営合理化のため独立採算制の新会社7社（日活撮影所・日活スタジオセンター・日活美術・日活児童映画・日活ビデオフィルムズ・日活フードサービス・日活事業）を設立、8月には主要現業部門を新設の子会社に移管[20]。
  - 日活、第三者割当増資実施[21]。10月に7割減資、12月に時価発行による第三者割当増資実施[21]。一連の資本政策を行うことによって、債務超過状態を解消し上場廃止を免れた[22]。
- 8月
  - 前年8月に公開された『宇宙戦艦ヤマト』が『さらば宇宙戦艦ヤマト 愛の戦士たち』の宣伝を兼ねて、フジテレビ系のゴールデン洋画劇場で放送される[23]。これは、劇場公開から最低でも2年の間隔をあけてからテレビ放送〔地上波放送〕するという業界ルールが無視された形[23]。同様に、10月には角川映画『人間の証明』が同じゴールデン洋画劇場で放送された[23]。
  - 8月5日 - 東映、『さらば宇宙戦艦ヤマト 愛の戦士たち』が公開され[24]、ヒット[13]。この映画がアニメーション映画ブームに火をつけた[25]。
  - 8月12日 - 『トラック野郎・突撃一番星』（鈴木則文監督） / 『多羅尾伴内 鬼面村の惨劇』（山口和彦監督）封切、ヒット[6]。
  - 8月23日 - 東映ニュースの製作配給、第994号で終了[6]。
- 9月
  - 9月18日、日活、社名を「にっかつ」に改称[19][26]。
  - 9月30日 - 作家・山岡荘八（71歳）死去[19]。
- 10月
  - 東宝、直営劇場に完全自動映写機フィリップスF・P・30RRを導入[27]。
  - 10月7日 - 角川映画『野性の証明』（佐藤純彌監督）が公開され[28]、ヒット[13]。
- 12月
  - 12月21日 - 俳優佐野周二（66歳）死去[14]。
  - 12月23日 - 『トラック野郎・一番星北へ帰る』（鈴木則文監督） / 『水戸黄門』（山内鉄也監督）封切、ヒット[6]。
  - 12月28日 - 俳優田宮二郎（43歳）、猟銃自殺[14][27]。

## 周年
- 創立55周年
  - ウォルト・ディズニー・プロダクション
- 創立50周年
  - 東宝東和[4]

## 日本の映画興行
- 入場料金（大人）
  - 1,300円[29]
  - 映画館・映画別
    - 1,300円（松竹、正月映画『男はつらいよ 寅次郎頑張れ!』）[30]
    - 1,300円（松竹、8月公開『男はつらいよ 寅次郎わが道をゆく』）[31]
    - 1,300円（有楽座、正月映画『オルカ』）[32]
    - 1,300円（丸の内ピカデリー、正月映画『がんばれ!ベアーズ特訓中』）[33]
    - 1,300円（渋谷パンテオン、正月映画『ガントレット』）[34]
    - 1,500円（6月公開『スター・ウォーズ』）[35]

  - 1,280円（統計局『小売物価統計調査（動向編） 調査結果』[36] 銘柄符号 9341「映画観覧料」） [37]
- 入場者数 1億6604万人[38]
- 興行収入 1605億900万円[38]
- 家庭用ビデオテープレコーダ(VTR)の普及率 1.3% (内閣府「消費動向調査」)[39]

| 配給会社 | 配給本数 | 配給本数 | 配給本数 | 年間配給収入 | 概要 |
| 配給会社 | 新作     | 再映     | 洋画     | 前年対比     | 概要 |
| -------- | -------- | -------- | -------- | ------------ | --- |
| 松竹     | 22       | 22       | 22       | 57億5038万円 | ドル箱シリーズの『男はつらいよ 寅次郎頑張れ!』（11.2億円）、『男はつらいよ 寅次郎わが道をゆく』（12.3億円）のみが目立った1年だった。『渚の白い家』が惨敗し、『事件』（3.8億円）、『雲霧仁左衛門』（6.3億円）、『皇帝のいない八月』は伸び悩み、結局、1本立て大作の中に特筆すべき作品はなかった。城戸賞に入賞した脚本の映画化『オレンジロード急行』も若者ウケすることはなかった。                                |
| 松竹     | 16       | 5        | 1        | 95.2%        | ドル箱シリーズの『男はつらいよ 寅次郎頑張れ!』（11.2億円）、『男はつらいよ 寅次郎わが道をゆく』（12.3億円）のみが目立った1年だった。『渚の白い家』が惨敗し、『事件』（3.8億円）、『雲霧仁左衛門』（6.3億円）、『皇帝のいない八月』は伸び悩み、結局、1本立て大作の中に特筆すべき作品はなかった。城戸賞に入賞した脚本の映画化『オレンジロード急行』も若者ウケすることはなかった。                                |
| 東宝     | 16       | 16       | 16       | 63億227万円  | 1本立て大作『女王蜂』（8.0億円）と『火の鳥』（7.2億円）はまずまずだったが、『犬笛』（4.3億円）、『お吟さま』、『聖職の碑』（5.4億円）、『ブルークリスマス』はヒットしなかった。2本立ても百恵・友和シリーズの『霧の旗』（8.9億円）、『ふりむけば愛』（8.6億円）の2番組のみが安定した成績を残した。 東宝東和配給の『キタキツネ物語』は配給収入9.7億円。                                                          |
| 東宝     | 14       | 2        | 0        | 75.1%        | 1本立て大作『女王蜂』（8.0億円）と『火の鳥』（7.2億円）はまずまずだったが、『犬笛』（4.3億円）、『お吟さま』、『聖職の碑』（5.4億円）、『ブルークリスマス』はヒットしなかった。2本立ても百恵・友和シリーズの『霧の旗』（8.9億円）、『ふりむけば愛』（8.6億円）の2番組のみが安定した成績を残した。 東宝東和配給の『キタキツネ物語』は配給収入9.7億円。                                                          |
| 東映     | 19       | 19       | 19       | 84億7860万円 | 日本ヘラルドと共同配給した角川映画『野性の証明』（21.8億円）が1978年邦画トップの成績。洋画部扱いの『さらば宇宙戦艦ヤマト 愛の戦士たち』も配給収入21億円のヒット。時代劇復興第1弾の『柳生一族の陰謀』（16.2億円）はヒットしたが、それ以降の1本立て大作『赤穂城断絶』（推定6億円）、『冬の華』、『宇宙からのメッセージ・銀河大戦』の3番組は伸び悩み、特に時代劇第2弾の『赤穂城断絶』は若者から無視され失敗した。 |
| 東映     | 18       | 1        | 0        | 105.4%       | 日本ヘラルドと共同配給した角川映画『野性の証明』（21.8億円）が1978年邦画トップの成績。洋画部扱いの『さらば宇宙戦艦ヤマト 愛の戦士たち』も配給収入21億円のヒット。時代劇復興第1弾の『柳生一族の陰謀』（16.2億円）はヒットしたが、それ以降の1本立て大作『赤穂城断絶』（推定6億円）、『冬の華』、『宇宙からのメッセージ・銀河大戦』の3番組は伸び悩み、特に時代劇第2弾の『赤穂城断絶』は若者から無視され失敗した。 |
| にっかつ | 68       | 68       | 68       | 32億9503万円 | ポルノ大作をはじめ、ロマンポルノ路線は安定感を増している。しかし、一般映画『高校大パニック』/『帰らざる日々』（1.8億円）が不発だったため、大幅の業績アップとはならなかった。経営面では、77億円の減資益を赤字補填に充て、累積赤字は13億円まで減少した。 |
| にっかつ | 65       | 3        | 0        | 97.4%        | ポルノ大作をはじめ、ロマンポルノ路線は安定感を増している。しかし、一般映画『高校大パニック』/『帰らざる日々』（1.8億円）が不発だったため、大幅の業績アップとはならなかった。経営面では、77億円の減資益を赤字補填に充て、累積赤字は13億円まで減少した。 |

出典:「1978年度日本映画・外国映画業界総決算 日本映画」『キネマ旬報』1979年（昭和54年）2月下旬号、キネマ旬報社、1979年、118 - 125頁。

## 各国ランキング

### 日本配給収入ランキング
| 順位 | 題名                                                 | 製作国                            | 配給                       | 配給収入     |
| ---- | ---------------------------------------------------- | --------------------------------- | -------------------------- | ------------ |
| 1    | スター・ウォーズ                                     | アメリカ合衆国の旗                | 20世紀フォックス           | 43億8000万円 |
| 2    | 未知との遭遇                                         | アメリカ合衆国の旗                | コロムビア映画             | 32億9000万円 |
| 3    | 007/私を愛したスパイ                                 | イギリスの旗 · アメリカ合衆国の旗 | ユナイテッド・アーティスツ | 31億5000万円 |
| 4    | 野性の証明                                           | 日本の旗                          | 日本ヘラルド映画/東映      | 21億8000万円 |
| 5    | さらば宇宙戦艦ヤマト 愛の戦士たち                    | 日本の旗                          | 東映洋画                   | 21億0000万円 |
| 6    | サタデー・ナイト・フィーバー                         | アメリカ合衆国の旗                | パラマウント映画/CIC       | 19億2000万円 |
| 7    | 柳生一族の陰謀                                       | 日本の旗                          | 東映                       | 16億2100万円 |
| 8    | 死亡遊戯                                             | 香港の旗 · アメリカ合衆国の旗     | 東宝東和                   | 14億5000万円 |
| 8    | コンボイ                                             | アメリカ合衆国の旗                | 日本ヘラルド映画           | 14億5000万円 |
| 10   | 男はつらいよ 寅次郎わが道をゆく 俺は田舎のプレスリー | 日本の旗                          | 松竹                       | 12億2800万円 |

#4の出典:中川右介『角川映画 1976-1986 日本を変えた10年』KADOKAWA、2014年、280頁。ISBN 978-4-04-731905-9。
併映作に関する出典:「1978年邦画四社＜封切配収ベスト5＞」『キネマ旬報』1979年（昭和54年）2月下旬号、キネマ旬報社、1979年、124頁。
上記以外の出典:『キネマ旬報ベスト・テン85回全史 1924-2011』キネマ旬報社〈キネマ旬報ムック〉、2012年5月、370頁。ISBN 978-4873767550。
| 順位 | 題名                                                      | 配給                  | 配給収入     |
| ---- | --------------------------------------------------------- | --------------------- | ------------ |
| 1    | 野性の証明                                                | 日本ヘラルド映画/東映 | 21億8000万円 |
| 2    | さらば宇宙戦艦ヤマト 愛の戦士たち                         | 東映洋画              | 21億0000万円 |
| 3    | 柳生一族の陰謀                                            | 東映                  | 16億2100万円 |
| 4    | 男はつらいよ 寅次郎わが道をゆく / 俺は田舎のプレスリー    | 松竹                  | 12億2800万円 |
| 5    | トラック野郎・男一匹桃次郎 / こちら葛飾区亀有公園前派出所 | 東映                  | 12億1800万円 |
| 6    | 男はつらいよ 寅次郎頑張れ! / ワニと鸚鵡とおっとせい       | 松竹                  | 11億1600万円 |
| 7    | キタキツネ物語                                            | 東宝東和              | 09億7000万円 |
| 8    | 霧の旗 / 惑星大戦争                                       | 東宝                  | 08億8900万円 |
| 9    | ふりむけば愛 / お嫁にゆきます                             | 東宝                  | 08億6100万円 |
| 10   | トラック野郎・突撃一番星 / 多羅尾伴内 鬼面村の惨劇        | 東映                  | 08億3000万円 |

#1の出典:中川右介『角川映画 1976-1986 日本を変えた10年』KADOKAWA、2014年、280頁。ISBN 978-4-04-731905-9。
併映作に関する出典:「1978年邦画四社＜封切配収ベスト5＞」『キネマ旬報』1979年（昭和54年）2月下旬号、キネマ旬報社、1979年、124頁。
上記以外の出典:『キネマ旬報ベスト・テン85回全史 1924-2011』キネマ旬報社〈キネマ旬報ムック〉、2012年5月、370頁。ISBN 978-4873767550。
| 順位 | 題名                         | 製作国                            | 配給                       | 配給収入     |
| ---- | ---------------------------- | --------------------------------- | -------------------------- | ------------ |
| 1    | スター・ウォーズ             | アメリカ合衆国の旗                | 20世紀フォックス           | 43億8000万円 |
| 2    | 未知との遭遇                 | アメリカ合衆国の旗                | コロムビア映画             | 32億9000万円 |
| 3    | 007/私を愛したスパイ         | イギリスの旗 · アメリカ合衆国の旗 | ユナイテッド・アーティスツ | 31億5000万円 |
| 4    | サタデー・ナイト・フィーバー | アメリカ合衆国の旗                | パラマウント映画/CIC       | 19億2000万円 |
| 5    | 死亡遊戯                     | 香港の旗 · アメリカ合衆国の旗     | 東宝東和                   | 14億5000万円 |
| 5    | コンボイ                     | アメリカ合衆国の旗                | 日本ヘラルド映画           | 14億5000万円 |
| 7    | ジョーイ                     | アメリカ合衆国の旗                | 日本ヘラルド映画           | 11億2000万円 |
| 8    | カプリコン・1                | アメリカ合衆国の旗                | 東宝東和                   | 08億0000万円 |
| 9    | オルカ                       | アメリカ合衆国の旗                | 東宝東和                   | 06億4000万円 |
| 10   | ザ・ドライバー               | アメリカ合衆国の旗                | 日本ヘラルド映画           | 05億1000万円 |

出典:『キネマ旬報ベスト・テン85回全史 1924-2011』キネマ旬報社〈キネマ旬報ムック〉、2012年5月、370頁。ISBN 978-4873767550。

### 北米興行収入ランキング
| 順位 | 題名                     | スタジオ                         | 興行収入     | 出典   |
| ---- | ------------------------ | -------------------------------- | ------------ | ------ |
| 1.   | グリース                 | パラマウント映画                 | $159,978,870 | [ 46 ] |
| 2.   | スーパーマン             | ワーナー・ブラザース             | $134,218,018 | [ 47 ] |
| 3.   | アニマル・ハウス         | ユニバーサル映画                 | $120,091,123 | [ 48 ] |
| 4.   | ダーティファイター       | ワーナー・ブラザース             | $85,196,485  | [ 49 ] |
| 5.   | 天国から来たチャンピオン | パラマウント映画                 | $81,640,278  | [ 50 ] |
| 6.   | グレートスタントマン     | ワーナー・ブラザース             | $78,000,000  | [ 51 ] |
| 7.   | ジョーズ2                | ユニバーサル映画                 | $77,737,272  | [ 52 ] |
| 8.   | ゾンビ                   | United Film Distribution Company | $59,020,957  | [ 53 ] |
| 9.   | ピンク・パンサー4        | ユナイテッド・アーティスツ       | $49,579,269  | [ 54 ] |
| 10.  | ディア・ハンター         | ユニバーサル映画                 | $48,979,328  | [ 55 ] |

## 日本公開映画
1978年の日本公開映画を参照。

## 受賞
- 第51回アカデミー賞
  - 作品賞 - 『ディア・ハンター』
  - 監督賞 - マイケル・チミノ（ディア・ハンター）
  - 主演男優賞 - ジョン・ヴォイト（帰郷）
  - 主演女優賞 - ジェーン・フォンダ（帰郷）

- 第36回ゴールデングローブ賞
  - 作品賞 (ドラマ部門) - 『ミッドナイト・エクスプレス』、『ディア・ハンター』
  - 主演女優賞 (ドラマ部門) - ジェーン・フォンダ（帰郷）
  - 主演男優賞 (ドラマ部門) - ジョン・ヴォイト（帰郷）
  - 作品賞 (ミュージカル・コメディ部門) - 『天国から来たチャンピオン』
  - 主演女優賞 (ミュージカル・コメディ部門) - エレン・バースティン（Same Time, Next Year）、マギー・スミス（カリフォルニア・スイート）
  - 主演男優賞 (ミュージカル・コメディ部門) - ウォーレン・ビーティ（天国から来たチャンピオン）
  - 監督賞 - マイケル・チミノ（ディア・ハンター）

- 第44回ニューヨーク批評家協会賞 - 『ディア・ハンター』

- 第31回カンヌ国際映画祭
  - パルム・ドール - 『木靴の樹』（エルマンノ・オルミ）
  - 男優賞 - ジョン・ヴォイト（帰郷）
  - 女優賞 - ジル・クレイバーグ（結婚しない女）、イザベル・ユペール（VIOLETTE）

- 第35回ヴェネツィア国際映画祭
  - 金獅子賞 - 受賞作なし

- 第28回ベルリン国際映画祭
  - 金熊賞 - 『What Max Said』 (Emilio Martínez Lázaro,スペイン)、『Trout』 (Jose Luis Garcia Sanchez,スペイン)

- 第2回日本アカデミー賞
  - 最優秀作品賞 - 『事件』（野村芳太郎）
  - 最優秀主演男優賞 - 緒形拳（『鬼畜』）
  - 最優秀主演女優賞 - 大竹しのぶ（『事件』）

- 第21回ブルーリボン賞
  - 作品賞 - 『サード』
  - 主演男優賞 - 緒形拳（『鬼畜』）
  - 主演女優賞 - 梶芽衣子（『曽根崎心中』）
  - 監督賞 - 野村芳太郎（『鬼畜』『事件』）

- 第52回キネマ旬報ベスト・テン
  - 洋画第1位 - 『家族の肖像』
  - 邦画第1位 - 『サード』

- 第33回毎日映画コンクール
  - 日本映画大賞 - 『事件』

- 第33回文化庁芸術祭大賞
  - 映画部門（日本記録映画） - 『絵図に偲ぶ江戸のくらし-吉左衛門さんと町の人びと-』[56]
  - 映画部門（外国映画） - 『家族の肖像』[57][58]

## 誕生
- 1月2日 - 豊口めぐみ、日本の声優
- 1月17日 - 金子貴俊、日本の俳優
- 2月21日 - 酒井美紀、日本の女優
- 2月28日 - 菊川怜、日本の女優
- 3月1日 - 野川さくら、日本の声優
- 4月8日 - 遠藤久美子、日本の女優
- 5月1日 - 原沙知絵、日本の女優
- 5月4日 - 小野大輔、日本の声優
- 5月20日 - 永井大、日本の俳優
- 6月12日 - 釈由美子、日本の女優
- 6月13日 - 市川実日子、日本の女優
- 6月17日 - 麻生久美子、日本の女優
- 7月10日 - 小泉孝太郎、日本の俳優
- 7月22日 - 長谷川京子、日本の女優
- 7月28日 - 徳重聡、日本の俳優
- 8月2日 - 波岡一喜、日本の俳優
- 8月8日 - 白石美帆、日本の女優
- 8月30日 - 吉沢悠、日本の俳優
- 10月18日 - 京野ことみ、日本の女優
- 10月27日 - 小西真奈美、日本の女優
- 11月6日 - 小田茜、日本の女優
- 11月26日 - 福山潤、日本の声優
- 12月12日 - 今野浩喜、日本の俳優
- 12月18日 - 三輪ひとみ、日本の女優
- 12月18日 - ケイティ・ホームズ、アメリカの女優
- 12月23日 - 柏原収史、日本の俳優
- 12月23日 - 矢田亜希子、日本の女優

## 死去
| 日付 | 日付 | 名前                     | 国籍               | 年齢 | 職業                               |
| 1月  | 31日 | ダミア                   | フランスの旗       | 88   | 歌手・女優                         |
| 3月  | 12日 | ジョン・カザール         | アメリカ合衆国の旗 | 42   | 俳優                               |
| 3月  | 18日 | リイ・ブラケット         | アメリカ合衆国の旗 | 62   | 作家・脚本家                       |
| 7月  | 13日 | 畠山麦                   | 日本の旗           | 34   | 俳優                               |
| 7月  | 26日 | メアリー・ブレア         | アメリカ合衆国の旗 | 66   | 芸術家                             |
| 8月  | 26日 | シャルル・ボワイエ       | フランスの旗       | 78   | 俳優                               |
| 8月  | 28日 | ロバート・ショウ         | イギリスの旗       | 51   | 俳優                               |
| 9月  | 9日  | ジャック・ワーナー       | アメリカ合衆国の旗 | 86   | ワーナー・ブラザースの創設者の一人 |
| 10月 | 7日  | 片山滉                   | 日本の旗           | 56   | 俳優                               |
| 10月 | 9日  | ジャック・ブレル         | フランスの旗       | 49   | 歌手・俳優・映画監督               |
| 10月 | 19日 | ギグ・ヤング             | アメリカ合衆国の旗 | 64   | 俳優                               |
| 10月 | 28日 | ジェフリー・アンスワース | イギリスの旗       | 64   | 撮影監督                           |
| 11月 | 3日  | 澤村宗之助               | 日本の旗           | 70   | 俳優                               |
| 12月 | 10日 | エド・ウッド             | アメリカ合衆国の旗 | 54   | 映画監督                           |
| 12月 | 21日 | 佐野周二                 | 日本の旗           | 66   | 俳優                               |
| 12月 | 28日 | 田宮二郎                 | 日本の旗           | 43   | 俳優                               |